# Alofi
Alofi je hlavní město Niue, ostrovního státu v Tichém oceánu. Žije zde 597 obyvatel (stav k roku 2017). Město se skládá ze dvou částí: Severní Alofi a Jižní Alofi, kde leží i sídlo vlády.
Město se nachází blízko střední části Alofského zálivu, na západním pobřeží ostrova, poblíž mezery v korálovém útesu, který obklopuje Niue.
V lednu 2004 bylo Niue zasaženo tropickou cyklónou Heta. Dva lidé zemřeli a ostrov byl značně poničen. Bylo zničeno mnoho budov, jako např. nemocnice v Alofi. Následkem toho byly vládní budovy přesunuty do Fonuakula, 3 km vzdáleného místa ve vnitrozemí.
Město je obsluhováno mezinárodním letištěm Niue.

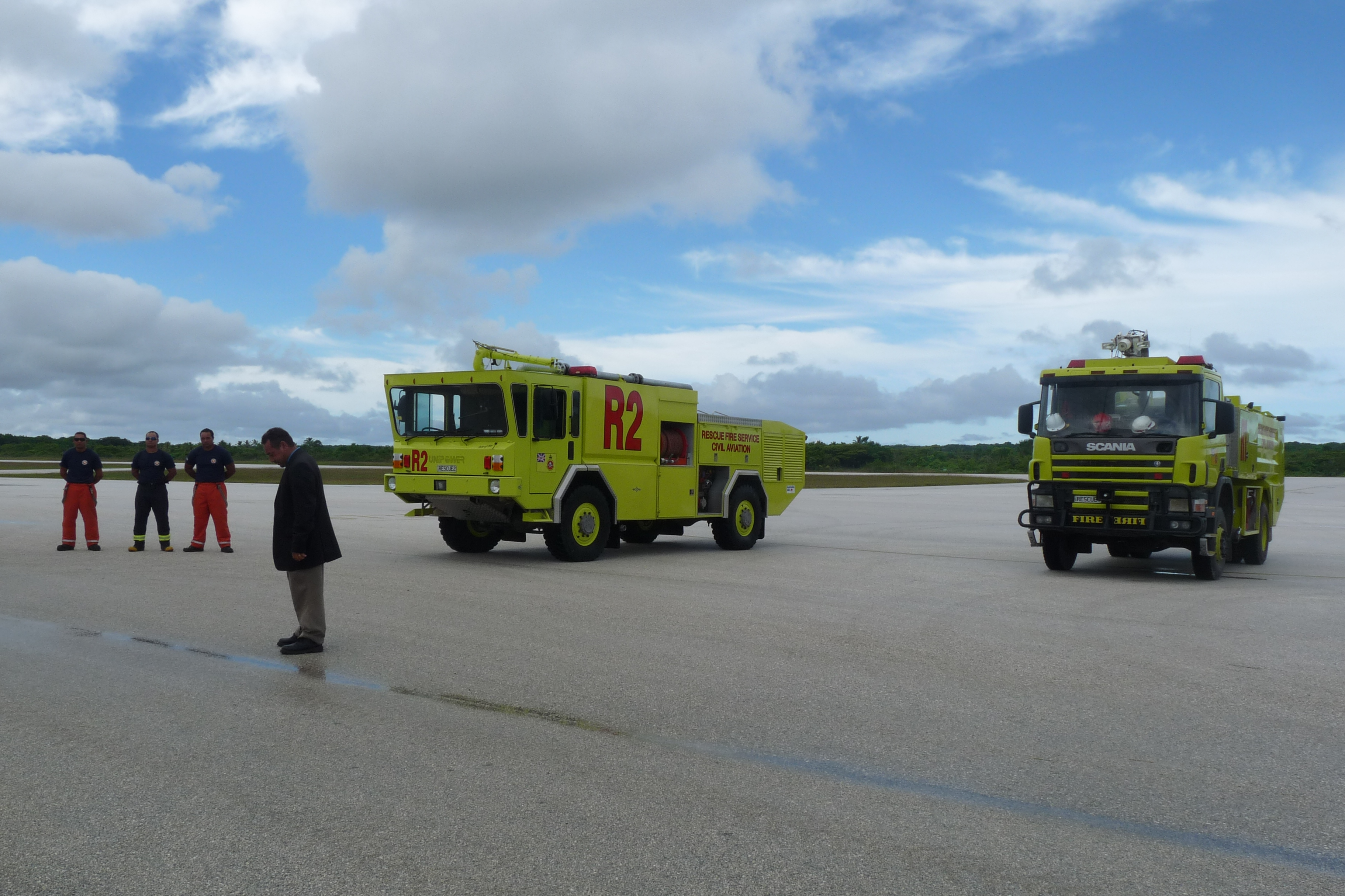
Mezinárodní letiště Niue

Souřadnice Alofi : 19°03' jižní šířky, 169°55' západní délky.